# Oreneta eriçada de Yucatán
L'oreneta eriçada de Yucatán (Stelgidopteryx serripennis ridgwayi; syn: Stelgidopteryx ridgwayi) és una espècie d'ocell de la família dels hirundínids (Hirundinidae). És endèmcia del nord de la península de Yucatán, entre Mèxic i Guatemala. El seu hàbitat natural principal són els manglars, els cursos d'aigua, les zones humides i els roquissars. També frequenta les terres llaurades i les zones acuàtiques artificals. El seu estat de conservació es considera de risc mínim.

## Taxonomia
Segons el Handook of the Birds of the World i la quarta versió de la BirdLife International Checklist of the birds of the world (Desembre 2019), aquest tàxon tindria la categoria d'espècie. Tanmateix, altres obres taxonòmiques, com la llista mundial d'ocells del Congrés Ornitològic Internacional (versió 13.2, juliol 2023), el consideren una subespècie de l'oreneta eriçada septentrional (Stelgidopteryx serripennis ridgwayi).